# Dziś
Dziś. Przegląd Społeczny – miesięcznik lewicowy wydawany w Warszawie od października 1990 do grudnia 2008.
Pierwszym redaktorem naczelnym był Mieczysław Rakowski. Do współpracowników pisma należeli m.in.: Władysław Baka, Grzegorz Kołodko, Joanna Rawik, Andrzej Werblan, Leszek Grzybowski, Jarosław Hebel. Redakcja pisma do czasu uregulowania spraw spadkowych po zmarłym Mieczysławie Rakowskim, właścicielu i wydawcy, zawiesiła bezterminowo działalność.